# Al Kashafa Stadium
Al Kashafa Stadium – wielofunkcyjny stadion w Bagdadzie, stolicy Iraku. Został otwarty w 1931 roku. Może pomieścić 14 000 widzów.
Obiekt został oddany do użytku w 1931 roku, choć oficjalna ceremonia jego otwarcia odbyła się 11 lutego 1938 roku. Dawniej był to ważny i tętniący życiem obiekt sportowy, po otwarciu pod koniec 1966 roku stadionu Al-Szaab jego znaczenie znacznie spadło.
W kwietniu 1966 roku na stadionie rozegrano spotkania 3. edycji turnieju o Puchar Narodów Arabskich.
W 1968 roku przed wejściem na stadion postawiono pomnik irackiego piłkarza, Jamila Abbasa.